# Права ЛГБТ у Норвегії
Лесбійки, геї, бісексуали та трансгендери (ЛГБТ) у Норвегії мають ті ж юридичні права, що й не-ЛГБТ люди. У 1981 році Норвегія стала однією з найперших країн світу, яка прийняла антидискримінаційний закон, що явно включає сексуальну орієнтацію. Одностатеві шлюби, усиновлення та допоміжні процедури запліднення для лесбійських пар легалізовані з 2009 року. У 2016 році Норвегія стала четвертою країною в Європі, яка прийняла закон, що офіційно дозволяє змінювати стать трансгендерам на основі самовизначення. 1 січня 2024 року конверсійна терапія була законодавчо заборонена в Норвегії.
Подібно до інших скандинавських країн, Норвегію часто називають однією з найбільш дружніх до ЛГБТ націй у світі, з високим суспільством сприйняття та толерантності до ЛГБТ. Опитування у 2018 році виявили дуже високий рівень підтримки одностатевих шлюбів серед норвезького суспільства.

## Законність одностатевих статевих стосунків
Одностатеві сексуальні стосунки між чоловіками були дозволені з 1972 року, а між жінками ніколи не каралися. Вік сексуальної згоди становить 16 років, незалежно від статі та сексуальної орієнтації.
У квітні 2022 року, на 50-ту річницю легалізації, уряд Норвегії приніс офіційні вибачення всім жертвам заборони сексу між чоловіками.

## Визнання одностатевих стосунків
18 листопада 2004 року двоє депутатів від Соціалістичної лівої партії внесли законопроєкт про скасування чинного закону про цивільні партнерства та запропонували закон про гендерно-нейтральний шлюб. Пропозиція була відкликана і замінена проханням до кабінету міністрів додатково вивчити це питання. Тодішній консервативний уряд не розглядав це питання. Однак, другий уряд Столтенберга оголосив про загальний єдиний закон про шлюб як частину свого основоположного документа, заяви Соріа Морія. Громадські слухання було відкрито 16 травня 2007 року.
29 травня 2008 року Associated Press повідомило, що дві норвезькі опозиційні партії виступили за новий законопроєкт, забезпечивши його ухвалення в Стортингу. До цього існували певні розбіжності з членами тодішньої трипартійної керівної коаліції щодо того, чи має законопроєкт достатню кількість голосів для ухвалення.
14 березня 2008 року уряд Норвегії подав законопроєкт зі змін у шлюбне законодавство, який би надав лесбійкам і геям такі ж права, як і гетеросексуальним парам, включно з релігійними вінчаннями (якщо церква вважає це за потрібне), усиновлення та штучну вагітність. Перші парламентські слухання відбулися 11 червня 2008 року, де проєкт був схвалений 84 голосами проти 41. Новий закон змінив визначення цивільного шлюбу, зробивши його гендерно-нейтральним. Верхня законодавча палата Норвегії (Лагтінгет) ухвалила законопроєкт 23 голосами проти 17. Після цього король Норвегії надав королівську згоду. Закон набув чинності 1 січня 2009 року.
До ухвалення одностатевих шлюбів, з 1993 року діяв закон про цивільні партнерства. Partnerskapsloven, як його називали норвезькою мовою, надавав багато прав, притаманних шлюбу, одностатевим парам, але не називав це шлюбом. З 1991 року незареєстроване одностатеве співжиття було визнано державою для надання обмежених прав, наприклад, розглядатися як найближчий родич для медичних рішень, і в разі протиправної смерті одного партнера, інший партнер мав право на компенсацію.
У 2014 році Національна рада Церкви Норвегії відхилила пропозицію укладати одностатеві шлюби в церкві. А у 2015 році вона змінила курс і проголосувала за дозвіл на укладення одностатевих шлюбів у своїх церквах. Рішення було ратифіковано на щорічній конференції 11 квітня 2016 року. У серпні 2023 року Церква Норвегії офіційно скасувала «архаїчну та драконівську заборону на співжиття». Наразі співжиття одностатевих пар (як співробітників Церкви Норвегії) повністю визнається.

## Усиновлення та планування сім'ї
Згідно з норвезьким законодавством, одностатеві пари, які перебувають у шлюбі та подружжя, можуть усиновлювати дитину. Усиновлення пасинків дозволено цивільним партнерам з 2002 року. Повне право усиновлення було надано одностатевим парам у 2009 році. Крім того, лесбійські пари мають доступ до штучного запліднення. Відповідно до закону про одностатеві шлюби, коли жінка, яка перебуває у шлюбі або в стабільних відносинах співжиття з іншою жінкою, завагітніє за допомогою ЕКЗ, інша партнерка матиме всі права і обов'язки батьківства «з моменту зачаття».

## Військовий статус
Лесбійки, геї та бісексуали можуть відкрито служити в Збройних Силах Норвегії. Вони мають повні права та захист від дискримінації з 1979 року. Трансгендери також можуть служити відкрито.

## Закони про захист від дискримінації та злочини на ґрунті ненависті
У 1981 році Норвегія стала першою у світі країною, яка ухвалила закон про запобігання дискримінації ЛГБТ-людей, змінивши параграф 349a свого Кримінального кодексу, забороняючи дискримінацію за ознакою сексуальної орієнтації в наданні товарів або послуг і в доступі до публічних зібрань. Того ж року до параграфа 135а Кримінального кодексу було внесено зміни, які забороняють мову ворожнечі на підставі сексуальної орієнтації. З 1998 року заборонена дискримінація за ознакою сексуальної орієнтації при працевлаштуванні, а з 2013 року в Норвегії заборонена дискримінація за гендерною ідентичністю та самовираження. Вона є однією з небагатьох країн, які прямо захищають інтерсекс-людей від дискримінації.
Розділ 5 Закону про заборону дискримінації за ознаками сексуальної орієнтації, гендерної ідентичності та гендерного самовираження (норв. Lov om forbud mot diskriminering på grunn av seksuell orientering, kjønnsidentitet og kjønnsuttrykk), ухвалений у 2013 році, передбачає таке:
|  | Дискримінація за ознакою сексуальної орієнтації, гендерної ідентичності або гендерного самовираження забороняється. Заборона поширюється на дискримінацію за ознакою дійсної, уявної, колишньої або майбутньої сексуальної орієнтації, гендерної ідентичності або гендерного самовираження. «Дискримінація» означає пряме і непряме диференційоване ставлення, яке не є законним, […] і яке зумовлене сексуальною орієнтацією, гендерною ідентичністю або гендерним вираженням. |

### Насильство та мова, мотивоване упередженням
Відповідно до опитування 2013 року під назвою «Сексуальна орієнтація та умови життя» (Seksuell orientering og levekår), проведеного Бергенським університетом, дев'ять із десяти респондентів, які належать до ЛГБТ, повідомили, що не зазнавали дискримінації чи переслідувань на робочому місці. Крім того, лише незначна меншість заявила про зазнання фізичного нападу, а кількість самогубств серед ЛГБТ значно зменшилася з 1990-х років. Проте, гомосексуальні хлопці повідомляли про випадки цькування у школах у шість разів частіше, ніж гетеросексуальні молодики.
За даними поліцейського округу Осло, у 2018 році в Осло було скоєно 238 злочинів, мотивованих упередженням, 20% із яких пов'язані зі статусом ЛГБТ; інші пов'язані з етнічною приналежністю (57%), релігією (17%), інвалідністю (3%) або антисемітизмом (3%).
У 2019 році Норвезький інститут соціальних досліджень повідомив, що ЛГБТ-люди більше ризикують зіткнутися з мовою ворожнечі. 15% респондентів-представників ЛГБТ повідомили, що були об'єктами особистих погроз, переважно в Інтернеті, порівняно з 4 % серед населення в цілому.
У листопаді 2020 року Стортинг вніс поправки до Закону про мову ненависті, щоб захистити бісексуалів і трансгендерів. З 1981 року закон захищав тільки геїв і лесбійок від мови ворожнечі.

## Права трансгендерів
18 березня 2016 року уряд Ерни Солберг представив законопроєкт, що дозволяє легальну зміну статі без будь-якої форми психіатричної або психологічної оцінки, діагнозу або будь-якого медичного втручання для людей віком від 16 років. Неповнолітні віком від 6 до 16 років можуть змінювати стать за згодою батьків. 6 червня проєкт був схвалений парламентом 79 голосами проти 13. Він був оприлюднений 17 червня та набув чинності 1 липня 2016 року. За місяць після набрання чинності закону, вже 190 осіб подали заявки на зміну статі.

### Охорона здоров'я
Доступ до статево-підтверджуювальної медицини в Норвегії все ще вимагає психіатричного діагнозу, після чого пацієнта направляють до Національного центру лікування гендерної невідповідності (NTCGI) при Університетській лікарні Осло. Небінарним пацієнтам лікування не пропонується. Лише чверть направлених пацієнтів мають доступ до медичної допомоги, яка підтверджує гендерну категорію, а дискваліфіковані не мають альтернатив.
У лютому 2023 року Есбен Естер Піреллі Бенестад, одну з провідних постачальниць послуг зі зміни статі у Норвегії, позбавили медичної ліцензії через, нібито, надання підтверджувального лікування, яке розходилося з рекомендаціями NTCGI. ЗМІ зображували скасування ліцензії як частину безперервних суперечок щодо практик у сфері охорони здоров'я трансгендерів. Була подана апеляція на рішення Норвезької ради з нагляду за охороною здоров'я, і у квітні 2023 року Есбен частково відновили медичну ліцензію.
У березні 2023 року Норвезька рада з питань охорони здоров'я випустила рекомендації щодо заборони блокаторів статевого дозрівання та гормональної терапії підлітків поза дослідницькими умовами, посилаючись на занепокоєння збільшенням кількості людей, які звертаються за таким, а також занепокоєння щодо підвищення рівня нейродивергенції, у тому числі РДУГ і РАС, серед тих, хто шукає такої допомоги.
У звіті за 2023 рік повідомлялося, що багато пацієнтів повідомляли про негативний досвід взаємодії з державною службою лікування, зокрема про те, що до них не ставилися серйозно, що призвело до втрати довіри до цієї служби. Небінарні люди все ще не отримували лікування, всупереч відповідним рекомендаціям від 2020 року, які прямо закликають до рівного доступу до лікування для небінарних людей. У доповіді також підкреслюється брак компетенції, пов'язаної з різноманіттям статі та сексуальності серед лікарів-практиків.

## Права інтерсекс-людей
Немовлята-інтерсекс в Норвегії можуть переживати медичне втручання, щоб змінити їхні статеві характеристики. Правозахисні групи все частіше вважають ці операції непотрібними та, як вони стверджують, повинні проводитися лише за умови згоди заявника на операцію. Опитування 2019 року, проведене університетською лікарнею Осло показало, що двоє з трьох медичних працівників були готові робити такі операції, а батьки загалом підтримали цей крок. У березні 2019 року Норвезьке управління у справах дітей, молоді та сім'ї опублікувало два звіти, в яких рекомендувалося відкласти такі медичні втручання на інтерсексних немовлят, поки вони не зможуть дати згоду.

## Конверсійна терапія
У 2000 році Норвезька психіатрична асоціація переважною більшістю голосів проголосувала за заяву про те, що «гомосексуальність не є розладом або хворобою, і тому не підлягає лікуванню. Слід розглядати „лікування“, єдина мета якого — змінити сексуальну орієнтацію з гомосексуальної на гетеросексуальну повинно розглядатися як етичне зловживання, і йому не повинно бути місця в системі охорони здоров'я». Членами Норвезької психіатричної асоціації є щонайменше 90% уповноважених психіатрів Норвегії.
12 грудня 2023 року законопроєкт про заборону конверсійної терапії був ухвалений парламентом 85 голосами проти 15. Заборона обговорювалася з грудня 2019 року Обговорення в Стортингу законів щодо введення заборони по суті було відкладено до осені (квітень — червень) 2023 року через спротив деяких міністрів уряду. Закон про заборону конверсійної терапії набув чинності 1 січня 2024 року.

## Здоров'я та донорство крові
У Норвегії, як і в багатьох інших країнах, чоловікам, які мають секс з чоловіками (ЧСЧ), раніше не дозволялося здавати кров. У червні 2016 року Управління охорони здоров’я та соціальних справ Норвегії оголосило, що скасовує цю заборону та замість цього запровадить 12-місячний період відстрочки, відповідно до якого ЧСЧ-заявникам буде дозволено донорство за умови, що вони не мали статевих стосунків протягом року. Новий 1-річний період відстрочки був запроваджений 1 червня 2017 року.
У жовтні 2016 року міністр охорони здоров’я та медичних послуг Бент Гоє оголосив, що препарат для профілактики ВІЛ, PrEP, буде пропонуватися безплатно як частина системи охорони здоров'я Норвегії.
З 2024 року період відстрочки для геїв і бісексуальних чоловіків перед здачею крові буде знижено з 1 року до 6 місяців, такий самий період відстрочки поширюється на всіх.[прояснити]

## Умови життя

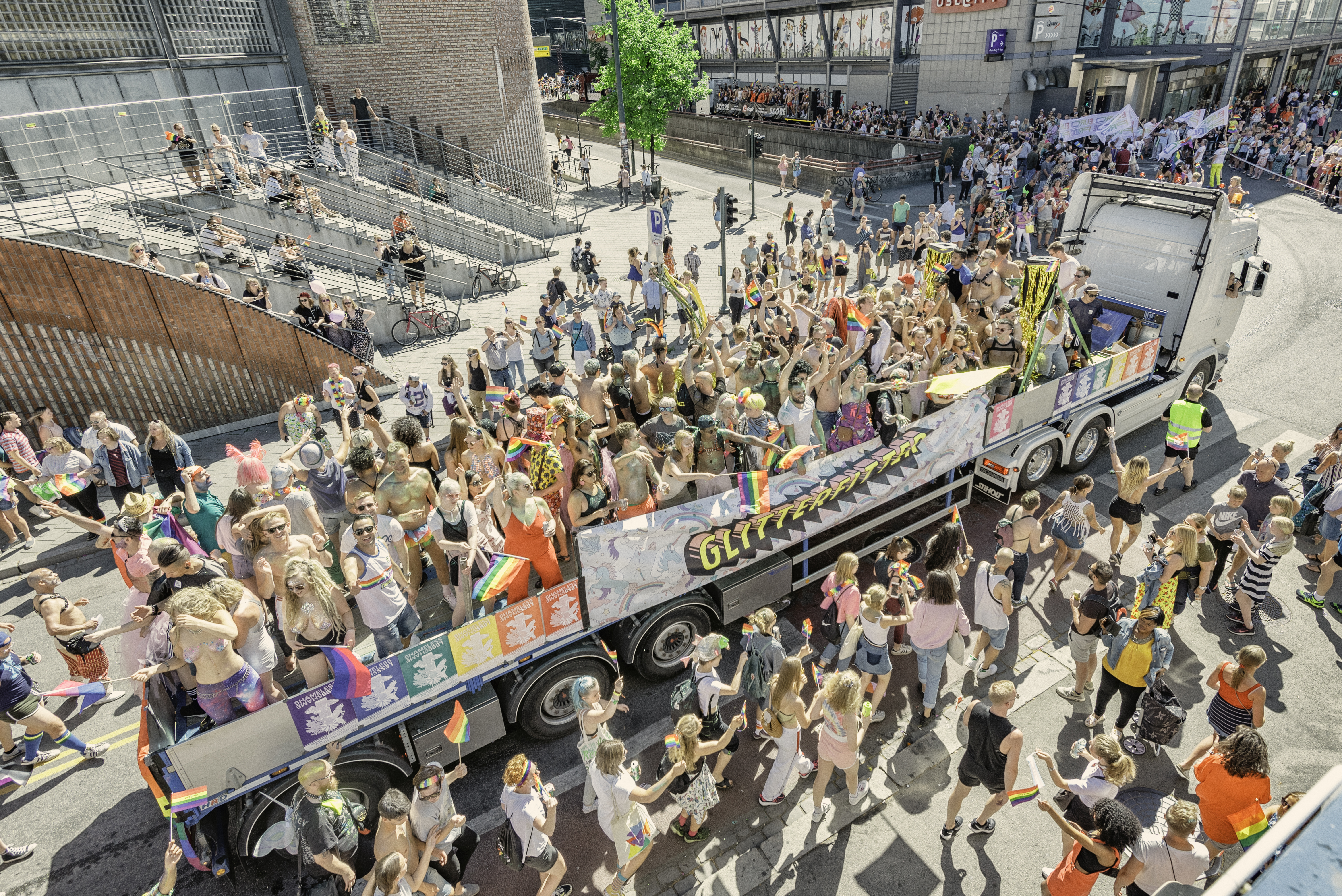
Учасники гей-параду в Осло 2019

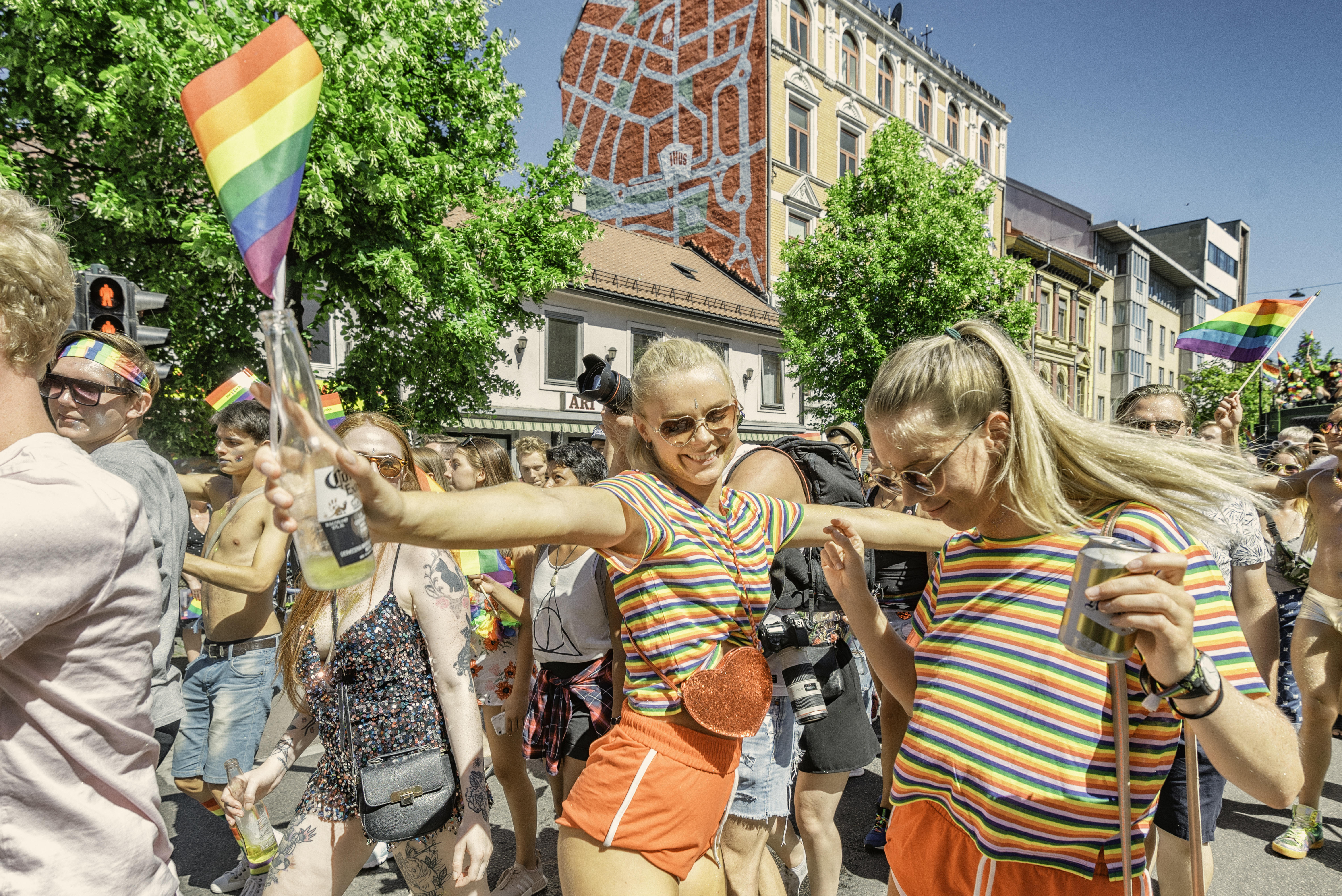
Гей-парад в Осло, 2019

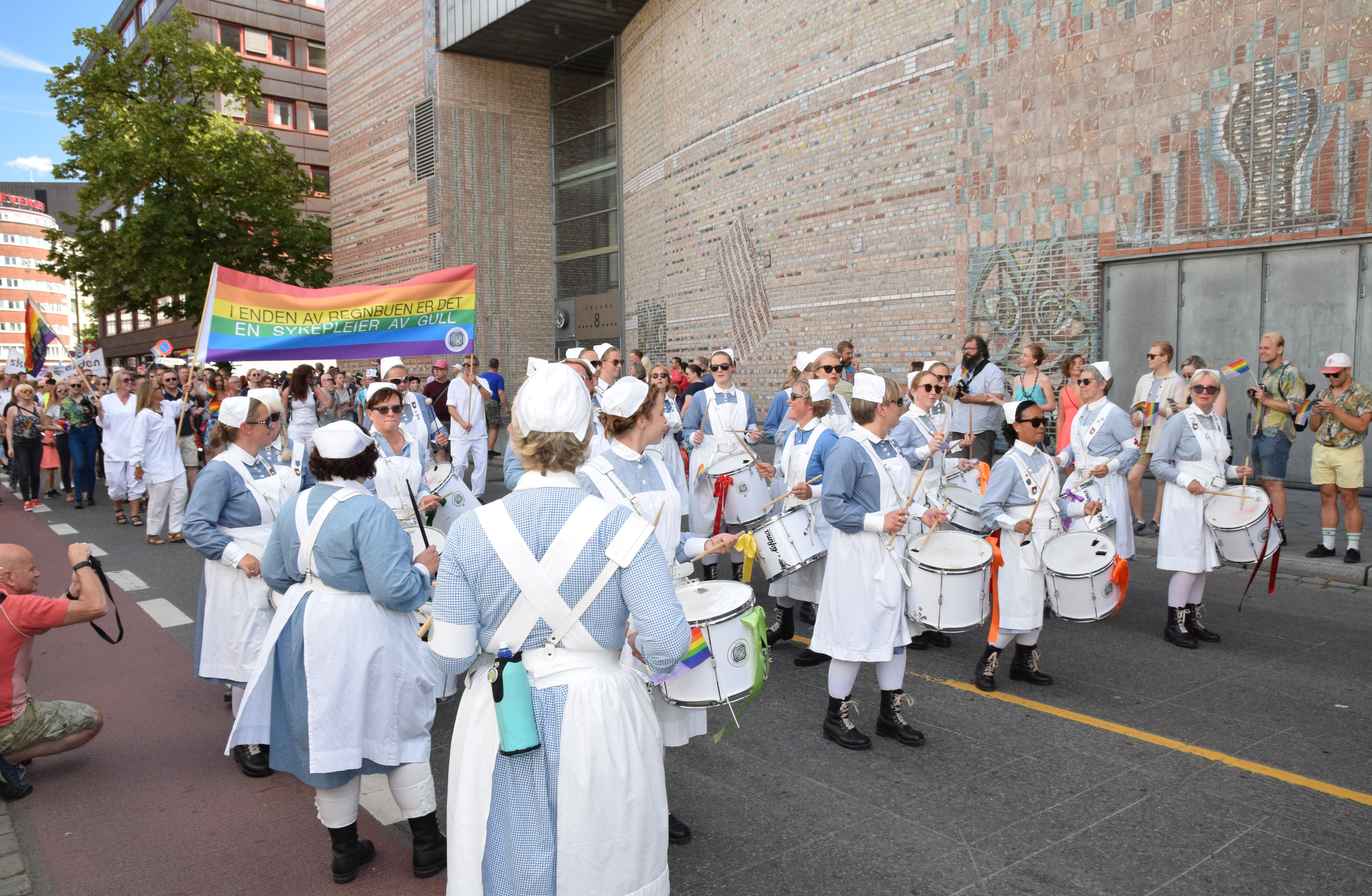
Учасники гей-параду в Осло у старих уніформах медсестер, 2016

Норвегія вважається дуже дружньою до ЛГБТ. Найбільш відкриту та інклюзивну спільноту можна знайти в столиці, Осло, де розташовано багато гей-френдлі подій і майданчиків, зокрема Спортивний кубок Рабальдера та Фестиваль гордості в Осло. Також, є Скандинавський лижний у Гемседалі, Тронхеймський та Бергенський гей-паради. За даними організаторів, у 2019 році в Oslo Pride взяли участь 45 000 людей, і ще 250 000 відвідали та спостерігали за подією. По всій країні існує кілька ЛГБТ-асоціацій, зокрема Асоціація гендерного та сексуального різноманіття (Foreningen for kjønns- og seksualnitetsmangfold), заснована в 1950 році як перша гей-організація в Норвегії, Квір-молодь (англ. Queer Youth; Skeiv Ungdom), Здоров'я геїв та лесбійок Норвегії, Центр рівності (Likestillingssenteret) та Асоціація трансгендерів (Forbundet for Transpersoner) тощо. Ці групи пропонують лінії довіри та консультації для ЛГБТ-молоді, сприяють здоров'ю та профілактиці ВІЛ, а також захищають законні права одностатевих пар і трансгендерів. На крайній півночі Норвегії щорічно проводиться Сапмійський прайд, який щороку змінює місце проведення в межах Фінляндії, Швеції та Норвегії. У березні 2019 року Норвегія була названа четвертим найкращим туристичним напрямком для ЛГБТ у світі, вищі позиції мали Данія, Ісландія та Фінляндія.
Правове становище для одностатевих пар є одним з найкращих у світі. Норвегія була другою після сусідньої Данії країною, яка запропонувала реєстроване партнерство одностатевим парам. У 2009 році Норвегія стала шостою країною у світі, яка легалізувала одностатеві шлюби, після Нідерландів, Бельгії, Іспанії, Канади та Південно-Африканської Республіки. Законодавство щодо усиновлення, гендерних змін для трансгендерних людей і боротьби з дискримінацією були змінені протягом останніх десятиліть, щоб включити та застосувати до ЛГБТ людей і пар.
У 2015 році ЗМІ повідомляли, що лунали заклики перенести станцію таксі від входу до найстарішого гей-пабу Осло. Кілька мусульман стверджували, що водії таксі, припаркованих біля станції, сфотографували їх, коли вони входили до пабу; деякі з цих фотографій згодом були широко поширені в мусульманських громадах.
1 вересня 2016 року король Норвегії Гаральд V виступив із палкою промовою на підтримку прав ЛГБТ. До 7 вересня його промова отримала майже 80 000 лайків у Facebook і переглянули понад три мільйони разів. Фрагмент з його промови звучав так:
|  | Норвежці — це дівчата, які люблять дівчат, хлопці, які люблять хлопців, і хлопці та дівчата, які люблять один одного. |

У липні 2020 року уряд Норвегії оголосив, що надаватиме пріоритет ЛГБТ-біженцям, а також вразливим жінкам і дітям. Ці правила стосуються лише щодо переведення біженців з однієї країни притулку в іншу для постійного проживання.

## Громадська думка
П'ять окремих опитувань, проведених Інститутом Ґеллапа, Sentio, Synovate, Norstat і YouGov у 2000-х і 2010-х роках, показали зростання підтримки законів про одностатеві шлюби за цей період. Ці опитування показали, що в зазначені роки населення Норвегії підтримувало це на такому рівні: 61% у 2003 році; 63% у 2005 році; 66% у 2007 році; 58% у 2008 році; 70% у 2012 році; і 78% у 2013 році.
У травні 2015 року PlanetRomeo, соціальна мережа для ЛГБТ-людей, опублікувала свій перший Індекс щастя геїв (GHI). Геям з більш ніж 120 країн світу було запропоновано відповісти на запитання про те, що вони думають про ставлення суспільства до гомосексуальності, як вони відчувають, як до них ставляться інші люди, і наскільки вони задоволені своїм життям. Норвегія посіла друге місце, трохи вище Данії й нижче Ісландії, з показником GHI 77.
Норвезький директорат у справах дітей, молоді та сім'ї (Bufdir) виявив, що частка людей з ворожим ставленням до ЛГБТ+ неухильно зменшується: у 2017 році 7,8% висловлювали вороже ставлення до геїв, тоді як 11% висловлювали вороже ставлення до трансгендерів.

### Трансфобія
У 2020-х роках деякі бульварні газети критикували за регулярну публікацію трансфобних матеріалів; наприклад, експерт з журналістики Джон Мартін Ларсен розкритикував газету Klassekampen за сприяння «підбурюванню та ненависті до трансгендерних людей».
У 2021 році також були створені групи проти трансгендерів, такі як Kvinneaktivistene та норвезьке відділення організації «Міжнародна декларація жінок» (раніше WHRC).

## Зведена таблиця
| Одностатеві сексуальні стосунки легальні                                                                   | (З 1972 року) |
| Рівний вік згоди (16)                                                                                      | (З 1972 року) |
| Антидискримінаційні трудові закони                                                                         | (З 1998 року) |
| Антидискримінаційні закони в сфері надання товарів та послуг                                               | (З 1981 року) |
| Закони про боротьбу з дискримінацією у всіх інших сферах (включаючи непряму дискримінацію, мову ворожнечі) | (З 1981 року) |
| Законодавство про боротьбу з дискримінацією щодо гендерної ідентичності                                    | (З 2013 року) |
| Одностатеві шлюби                                                                                          | (З 2009 року) |
| Визнання одностатевих пар                                                                                  | (З 1993 року) |
| Усиновлення пасинків одностатевими парами                                                                  | (З 2002 року) |
| Спільне усиновлення одностатевими парами                                                                   | (З 2009 року) |
| ЛГБТ-людям дозволено відкрито служити в армії                                                              | (З 1979 року) |
| Право на зміну юридичної статі                                                                             | (З 2016 року) |
| Конверційна терапія заборонена                                                                             | (З 2024 року) |
| Доступ до ЕКЗ для лесбійських пар та автоматичне батьківство для обох у подружжі після народження дитини   | (З 2009 року) |
| Комерційне сурогатне материнство для пар геїв                                                              | (Заборонено незалежно від статі або сексуальної орієнтації)                                                                            |
| ЧСЧ дозволено здавати кров                                                                                 | (З 2024 року починає діяти 6-місячна заборона після отримання крові чи кровопродуктів від іншої особи; те саме застосовується до всіх) |